# Аландський Павло Іванович
Павло́ Іва́нович Ала́ндський (11 липня 1844, село Тосно, Царськосільский повіт Петербурзької губернії — 28 жовтня 1883, Київ) — історик, філолог, знавець античності, доцент кафедри грецької словесності Київського Університету Св. Володимира.

## Біографія
Народився в сім'ї сільського священика, початкову освіту здобув від батька.
 З 1857 по 1865 роки в Петербурзі отримав духовну освіту, а в 1870 закінчив історико-філологічний факультет Петербурзького університету, його наставниками тут були Михайло Куторга і Карл Люгебіль, а однокурсниками — Леопольд Воєводський та Іван Цвєтаєв. З 1870 року викладав латинську мову в Олександро-Невському духовному училищі (де раніше навчався). Продовжував підготовку в університеті для здобуття звання професора. Магістерська робота 1873 року: «Синтаксичні дослідження. Значення та вживання Conjuctivi в мові „Іліади“ й „Одісеї“».
Почав викладати грецьку літературу в Alma mater, однак через погіршення стану здоров'я змушений був залишити Санкт-Петербург. Клімат Києва та престиж Київського університету визначили вибір науковця і решту свого життя він працював у місті над Дніпром.
1874 року обраний штатним доцентом та приступив до викладання на історико-філологічному факультеті. Як і інші викладачі, брав участь у діяльності Історичного товариства Нестора-літописця. В 1877 році мав відрядження в Італії для ознайомлення з мистецькими, історичними пам'ятками та оздоровлення. Легенева хвороба, що почалась іще в студентські роки, позначалась на самопочутті науковця до самої смерті.
Повернувшись у Київ, Аландський продовжив викладацьку роботу в університеті та почав викладати на Вищих жіночих курсах, давав додаткові уроки з латини, римських старожитностей, античної історії та літератури. Активний дописувач «Київських університетських вістей», йому належать рецензії як вітчизняних, так і закордонних досліджень.
Загинув у віці 39 років. Був похований на Байковому цвинтарі, але пам'ятник та могила знищені в радянський час.

## Наукові погляди. Бібліографія
Павло Аландський — автор книг, наукових статей та рецензій, майже всі вони видані в Києві, за сприяння університетської ради. 

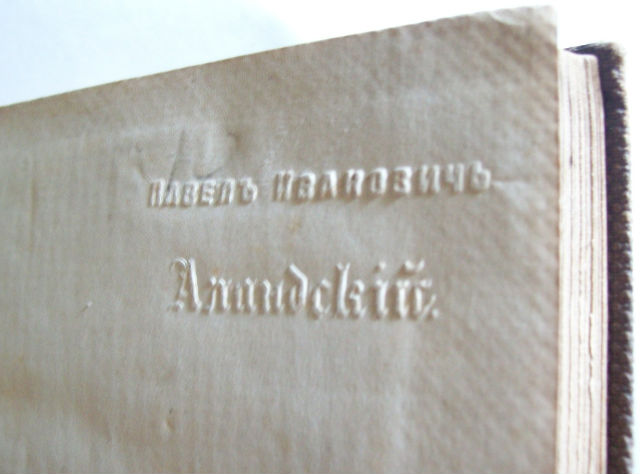
Екслібрис на книзі з бібліотеки науковця

Як зазначено в Великій біографічній енциклопедії, наукова творчість Павла Івановича розвивалась у трьох аспектах: философсько-естетичному, философсько-історичному та философсько-граматичному. Широкий світогляд та енциклопедична обізнаність, наполеглива робота з першоджерелами та новітніми іноземними виданнями дозволяли вченому працювати в галузі теорії та методології гуманітарних наук. Про це говорять назви його творів: «Поэзия как предмет науки» (1875), «Изображение душевных движений в трагедиях Софокла: Опыт для теории поэтического творчества» (1877). А вступ до Історії Греції  [Архівовано 25 жовтня 2011 у Wayback Machine.] містить розлогий опис розвитку та типології історичних знань. Мовознавчі розвідки Аландського є непересічним зразком мультидисциплінарного підходу, оскільки враховували історичне тло та психологічні особливості носіїв досліджуваних мовних явищ.

Деякі з творів Павла Івановича видавались в Європі, зокрема, Синтаксические исследования «Илиады» и «Одиссеи».

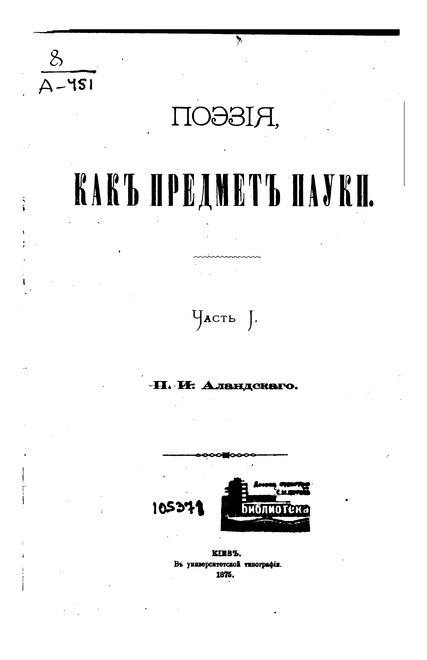
Magnum opus Аландського

Є згадка про розроблений ним методологічний посібник викладання латини в гімназіях.

### Основні твори
- Поэзия как предмет науки. (1875)
- Изображение душевных движений в трагедиях Софокла: Опыт для теории поэтического творчества. (1877)
- Филологическое изучение произведений Софокла. (1877)
- Обозрение истории Греции. (1879)
- Древнейший период истории Рима и его изучение. (1882)
- Записки по истории Греции. (1883)
- История Греции. Посмертне видання, підручник укладений на основі лекцій П. І. Аландського, ред. Ю. Кулаковський (1885)

Наукові погляди, що розходились із матеріалістичним марксистсько-ленінським методом в гуманітарних науках, стали причиною забуття Аландського та замовчування його імені протягом XX ст. У 2010-му році перевидана його Історія Греції.